# هنری ادوارد منینگ داگلاس
هنری ادوارد منینگ داگلاس (انگلیسی: Henry Edward Manning Douglas؛ ۱۱ ژوئیه ۱۸۷۵ – ۱۴ فوریه ۱۹۳۹) فرد نظامی اهل بریتانیا بود. وی همچنین برندهٔ جوایزی همچون صلیب ویکتوریا شده‌است.